# Scoliophthalmus albipilus
Scoliophthalmus albipilus är en tvåvingeart som först beskrevs av Becker 1911.  Scoliophthalmus albipilus ingår i släktet Scoliophthalmus och familjen fritflugor. Inga underarter finns listade i Catalogue of Life.